# Н’Джея, Рене
Рене Брайс Н'Джея (фр. René Brice N'Djeya; род. 9 октября 1953, Дуала) — камерунский футболист, играл на позиции защитника, участник чемпионата мира 1982 года. Обладатель Кубка африканских наций 1984 года.

## Биография

### Клубная карьера
Большую часть футбольной карьеры Н'Джея играл за «Юнион Дуала», в составе которой выиграл 2 чемпионских титула и Кубок Камеруна в 1980 году. 
В 1983 году перешёл в «Раил Дуала», в составе которого отыграл два сезона и завершил карьеру игрока.

### Карьера в сборной
В составе сборной Камеруна принимал участие на чемпионате мира 1982 года, где сыграл в 3 матчах на групповом этапе со сборными Перу (0:0), Польши (0:0) и Италии (1:1). 
Играл на Кубке африканских наций 1982 года и Кубке африканских наций 1984 года — в финале со сборной Нигерии сравнял счёт и Камерун выиграл матч со счётом 3:1 и завоевал Кубок Африки. Всего за сборную Камеруна сыграл 17 матчей и забил 1 гол.

## Достижения
«Юнион Дуала»
- Чемпион Камеруна (2) : 1975/76, 1977/78
- Обладатель Кубка Камеруна (1) : 1980
- Победитель Африканского кубка чемпионов (1) : 1979
- Обладатель Кубка обладателей Кубков КАФ (1) : 1981

 Камерун
- Обладатель Кубка африканских наций (1) : 1984